# Jamides plumbeus
Jamides plumbeus är en fjärilsart som beskrevs av Rothschild 1915. Jamides plumbeus ingår i släktet Jamides och familjen juvelvingar. Inga underarter finns listade i Catalogue of Life.